# 安藤暢彦
安藤 暢彦（あんどう のぶひこ、1958年 - ）は、日本の実業家。CMマネージャー（コンストラクション・マネジャー）。東京都建設工事紛争審査会委員。建築家。東京都建築士事務所協会理事。一級建築士。宅地建物取引士。マンション管理士。ファイナンシャル・プランナー。
静岡県生まれ／日本大学大学院理工学研究科修了／1983年 株式会社マルタ建築事務所（現：マルタ設計）入社／現在、同常務取締役。代表作に新宿労働総合庁舎など。